# ヨハネス・ペーター・ミュラー
ヨハネス・ペーター・ミュラー（Johannes Peter Müller、1801年7月14日 - 1858年4月28日）は、19世紀のドイツの生理学、解剖学者、医師。ベルリン大学教授。
医学、動物学の多方面にわたって、多くの業績を残した。高等動物の生殖器のミュラー管、扁形動物のミュラー幼生などに名前を残している。また彼はプランクトン学の端緒を開き、ウニの発生の研究中、顕微鏡下に微細な生物（ヴィクトール・ヘンゼンによりプランクトンと後に名づけられた）を見つけ、これを大量に採取するため、目の細かい絹の布き網を考案した。これによって新しいプランクトンが続々と発見されていった。弟子には、テオドール・シュワンなど。